# گرته‌برداری نحوی
ترجمهٔ عینی جمله‌های زبان بیگانه به زبان دیگر، به صورتی که نحو و ساخت آن جمله تغییر پیدا نکند را گرته‌برداری نحوی می‌گویند. مثلاً جملهٔ «تو مرا نمی‌فهمی» از گرتهٔ زبان‌های اروپایی در سده اخیر وارد زبان فارسی شده‌است و پیش از آن چنین جمله‌ای در فارسی نبوده‌است؛ و به جای آن گفته می‌شده است: «تو حال (یا حرف) مرا نمی‌فهمی».
پایهٔ زبان بر نحو است. هنگامی دو زبان را می‌توان از هم متمایز کرد که نحو آن‌ها متفاوت باشد، حتی اگر واژگانشان به یکدیگر شبیه باشد (مانند فارسی و اردو). بنابراین، اگر تغییراتی در نحو زبان رخ دهد، شالودهٔ آن زبان تغییر می‌کند. گرته‌برداری نحوی، در نحو زبان تغییراتی به وجود می‌آورد و استفادهٔ زیاد از آن در شالودهٔ زبان دگرگونی ایجاد می‌کند.
گرته‌برداری نحوی بر ساخت جمله وارد می‌شود و شیوهٔ آن را دگرگون می‌کند. این دگرگونی ساختاری اگر ادامه یابد، شاید به نامفهوم شدن زبان بینجامد؛ به‌ویژه آنکه گرته‌برداری نحوی نیز مانند گرته‌برداری معنایی، بیشتر به صورت پنهان و ناآگاهانه صورت می‌گیرد.
در صد سال گذشته، به دلیل ترجمه‌های فراوان از زبان‌های اروپایی به فارسی، گرته‌برداری نحوی بسیاری از این زبان‌ها انجام شده است.

## نمونه‌های گرته‌برداری نحوی در زبان فارسی
جمله‌های زیر بر پایهٔ گرتهٔ زبان‌های اروپایی (به‌ویژه فرانسوی و انگلیسی) ساخته شده‌است و در رسانه‌ها دیده و شنیده می‌شود:
- «فناوری می‌رود که چهرهٔ کرهٔ زمین را به کلّی دگرگون کند» (مشابه ساختار زمان آینده در زبان فرانسه و انگلیسی) به جای «فناوری نزدیک است که چهرهٔ کرهٔ زمین ... ».
- «تو مرا نمی‌فهمی» به جای «تو حال یا سخن مرا نمی‌فهمی».
- «من روی این کار، خیلی وقت گذاشته‌ام» به جای «من برای این کار، خیلی وقت صرف کرده‌ام» (مشابه اصطلاح mettre du temps در فرانسوی)
- «به اندازهٔ کافی کار دارم که فرصت دیدن او را نداشته باشم» به جای «آنقدر کار دارم که فرصت نمی‌کنم او را ببینم».
- «بعضی معتقدند که دنیای بیرونی وجود ندارد و این ذهن ماست که همه چیز را می‌آفریند»؛ در فارسی نیازی به استفادهٔ از واژهٔ «این» نیست و این نوع جمله‌بندی به سبک زبان‌های کشورهای غربی مخصوصاً عبارت فرانسه «...et c'est...» است. در این جمله واژهٔ «این» را به آسانی می‌توان حذف کرد.
- «نه آینده و نه تاریخ معیار تکامل نیستند» به جای «نه آینده معیار تکامل است و نه تاریخ». این نیز گرته برداری از نفی دوگانه در دستور زبان فرانسوی است و حتی با افزودن «هیچ‌کدام» و گفتن اینکه «نه آینده و نه تاریخ، هیچ‌کدام معیار تکامل نیستند»، بازهم جمله فارسی نخواهد شد.

## گرته‌برداری نحوی از حرف اضافه
گرته‌برداری از حرف اضافه نیز در زبان فارسی از زبان‌های بیگانه رایج شده‌است. در زیر مثال‌هایی از این مورد آمده است.
- امروزه عادت کرده‌ایم که فعل «اندیشیدن» را با حرف اضافهٔ «به» به کار ببریم؛ مانند «من به تو فکر می‌کنم» یا «هر چه به این موضوع می‌اندیشم، فکرم به جایی نمی‌رسد». استفاده از حرف اضافهٔ «به» در این مورد، گرته‌برداری از زبان‌های اروپایی است و زمان ورود آن، به آغاز آشنایی زبان فارسی با زبان‌های فرنگی بازمی‌گردد.
- هنگامی که نخستین مترجمان آثار فرنگی در دورهٔ قاجاریه، به حرف اضافهٔ contre فرانسوی و against انگلیسی برخوردند، درماندند که آن را چگونه به فارسی برگردانند. در آغاز، گمان می‌رود به شیوهٔ ترجمهٔ آیات قرآنی و احادیث، بنای کار را در ترجمهٔ لفظ به لفظ گذاشته بوده‌اند. تا روزی که مترجمان ترک‌زبان کشور عثمانی، واژهٔ «علیه» و متضاد آن «له» را از لابه‌لای متون عربی بیرون کشیدند. از آن به بعد، «علیه» و «له» و «بر له» با سرعت روزافزونی در نوشته‌ها رواج یافت و حتی به زبان مردم کوچه و بازار نیز راه پیدا کرد. مثلاً این جمله «ما علیه آنها جنگ خواهیم کرد».

- جعل حروف اضافه، با همهٔ معایبی که دارد، کمتر از محدودهٔ یک واژه تجاوز می‌کند و بنابراین همیشه دگرگونی اساسی در ساخت جمله نمی‌دهد. امّا مورد دیگری از جعل و استفادهٔ حرف اضافه است که جمله‌بندی فارسی را بر سبک جمله‌بندی زبان‌های فرنگی، دگرگون می‌سازد و آن «به توسط» و سایر مترادف‌های آن «به وسیلهٔ»، «به واسطه»، «از طریق»، و «از سوی» است که معادل par در فرانسوی و by در انگلیسی است.

این نوع جمله‌بندی، گذشته از این که در زبان فارسی معمول نبوده است، غالباً ابهام‌آمیز نیز هست. برای نمونه از عبارت «خانه توسط امید خریده شد»، معلوم نمی‌شود که آیا امید خانه را خریده است یا دیگری با وساطت امید، آن را خریده است. در بسیاری از موارد این کارکرد جایگزین کارکرد «را» در زبان فارسی شده است که نقش آن در برخی زبان‌های بیگانه مانند انگلیسی وجود ندارد. همین جمله به ساختار درست فارسی «امید خانه را خرید» بیان می‌شود.

## گرته‌برداری نحوی از ضمیر
یک نوع رایج گرته‌برداری، ترجمه واژه‌های زائد (به ویژه ضمیرها) در متن یک عبارت، از زبان‌های دیگر به فارسی است. مانند عبارت «شما می‌توانید پرسش‌های خود را بفرستید.» در اینجا «شما» در صرف فعل «بفرستید» هست و درک می‌شود، ولی چون در زبان‌های خارجی جملات با "vous" (فرانسوی) یا "you" (انگلیسی‌) آغاز می‌شود، مترجم همان واژه آغازین را بدون توجه به زاید بودنش از نظر معنا، و رایج نبودنش در فارسی، به فارسی برمی‌گرداند. فراورده این گونه ترجمه، واژه‌های زاید و بیان ناآشنا است.